# 光叶栒子
光叶栒子（学名：Cotoneaster glabratus）为蔷薇科栒子属的植物，为中国的特有植物。分布在中国大陆的云南、四川、贵州等地，生长于海拔1,600米至1,700米的地区，常生长在岩石坡地或密林中，目前尚未由人工引种栽培。